# Adia cinerella
Adia cinerella är en tvåvingeart som först beskrevs av Fallen 1825.  Adia cinerella ingår i släktet Adia och familjen blomsterflugor. Arten är reproducerande i Sverige. Inga underarter finns listade i Catalogue of Life.

## Bildgalleri

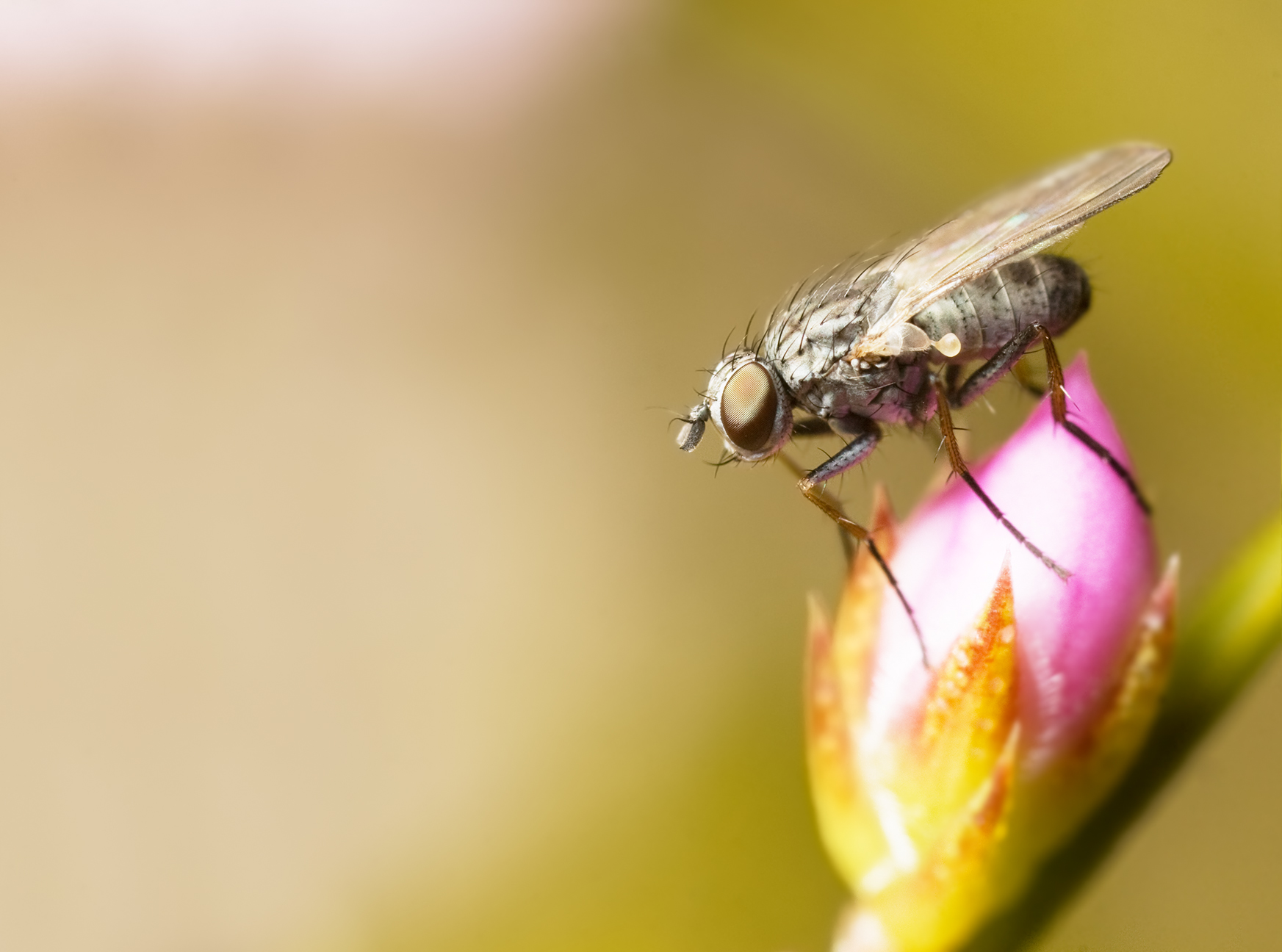
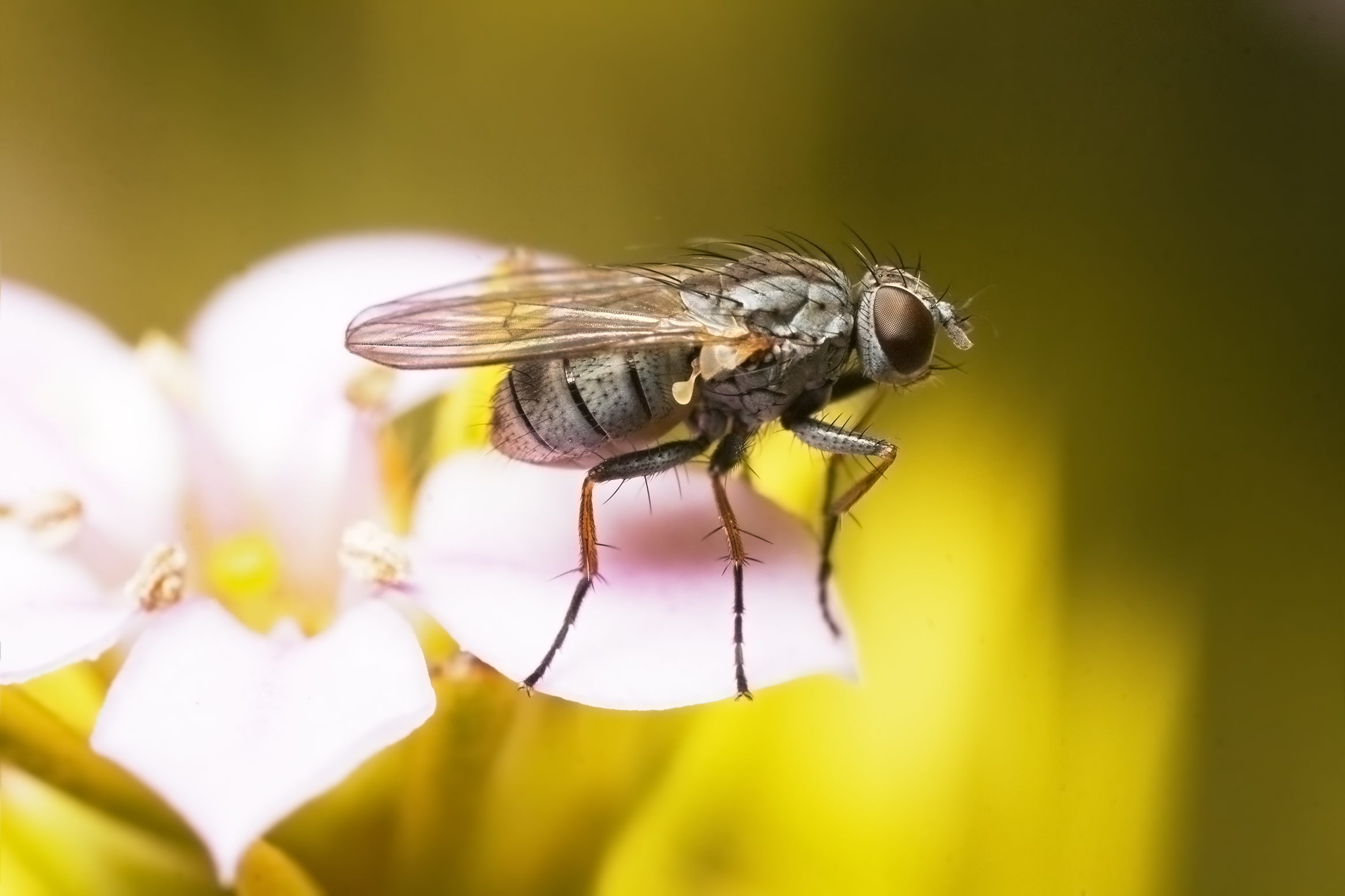